# Joe Dumars
Joe Dumars III (født 24. maj 1963, i Shreveport, Louisiana, USA) er en amerikansk tidligere basketballspiller (shooting guard), der tilbragte hele sin professionelle karriere, fra 1985 til 1999, hos Detroit Pistons i NBA-ligaen.
Dumars spillede i årene 1972-76 college-basketball for McNeese State University i sin hjemstat Louisiana. I 1985 blev han draftet til NBA af Michigan-klubben Detroit Pistons. Han spillede de følgende 14 år for klubben, og var her med til at vinde to NBA-mesterskaber med klubben, i henholdsvis 1989 og 1990, efter finalesejre over henholdsvis Los Angeles Lakers og Portland Trail Blazers.
I løbet af karrieren blev Dumars hele seks gange udtaget til NBA's All-starkamp, en hædersbevisning til ligaens bedste spillere, og i forbindelse med NBA-titlen i 1989 blev han desuden kåret til NBA Finals MVP, den mest værdifulde spiller i finaleserien.
Efter at have stoppet sin karriere blev Parish i 2006 optaget i Naismith Memorial Basketball Hall of Fame. Hans trøje nr. 4 er desuden blevet pensioneret af Detroit Pistons.

## Klubber
- 1985–1999: Detroit Pistons

## NBA-statistikker
- Point: 16.401 (16,1 per kamp)
- Rebounds: 2.203 (2,2 per kamp)
- Blocks: 4.612 (4,5 per kamp)[4]

## Titler
NBA-Mesterskabet
- 1989 og 1990 med Detroit Pistons

NBA Finals MVP
- 1989 med Detroit Pistons

NBA All-Star
- 1990, 1991, 1992, 1993, 1995 og 1997 (repræsenterende Detroit Pistons)

Naismith Memorial Basketball Hall of Fame
- Optaget i 2006